# Joey Pang
Pour les articles homonymes, voir Pang (homonymie).
Joey Pang, née dans le Yunnan, est une artiste chinoise spécialisée dans le tatouage. Basée à Hong Kong, son travail se concentre sur l'art et la calligraphie chinoise.
La chanteuse Candy Lo figure parmi les personnalités qu'elle a tatouées.
Depuis janvier 2016, le salon de tatouage Tattoo Temple qui était tenu par Joey Pang et son partenaire (ex-partenaire) Chris Anderson a fermé soudainement sans que les clients qui ont laissé un acompte pour réserver une session ne soient remboursés. Depuis Joey Pang n'a pas pu être contacté ni par téléphone ni par mail, et Chris Anderson nie toute responsabilité et à depuis ouvert une plateforme « Tattoo Concierge », reprenant beaucoup d’éléments de leur ancien site Tattoo Temple[réf. nécessaire].

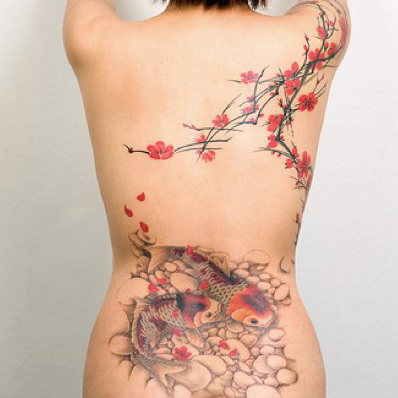
Tatouage de style japonais réalisé par l'artiste tatoueuse chinoise Joey Pang.